# (24981) Shigekimurakami
(24981) Shigekimurakami (1998 KB5) – planetoida z pasa głównego asteroid okrążająca Słońce w ciągu 3,2 lat w średniej odległości 2,17 j.a. Odkryta 22 maja 1998 roku.